# Sindrome oligofrenica
La sindrome oligofrenica è l'assenza o ritardo di acquisizione delle abilità verbali impressive ed espressive, secondario ad alterazioni organiche del sistema nervoso centrale. 
La disabilità verbale è concomitante ad altre disabilità comunicative e ad una disabilità prestazionale generale. 

## Eziologia
Le cause possono essere: 
- disgenetiche;
- lesioni acquisite in gravidanza,
- lesioni acquisite nel parto,
- lesioni acquisite in epoca neonatale.

## Prognosi
L'evoluzione della disabilità verbale prevede che: 
- non si raggiunga mai alcuna forma di verbalità,
- si verifichino buone acquisizioni verbali,
- ad un miglioramento della prestazionalità verbale segua un arresto della sua evoluzione.

Permane comunque un livello prestazionale generale molto inferiore all'età anagrafica e raramente vengono superate le acquisizioni dei 5-6 anni.

## Classificazione per fasce d'età prestazionali
La tipologia è rappresentata soprattutto dal grado di compromissione prestazionale generale, perciò sono individuate, secondo alcuni autori (Schindler), indipendentemente dall'età anagrafica, delle fasce d'età prestazionali.
L'attribuzione definitiva ad una fascia deve essere fatta solamente quando l'età anagrafica è doppia rispetto all'età prestazionale.

### Inferiore ai 18 mesi
Bambini non dotati di autonomia minima, che richiedono custodia continua, praticamente non educabili, senza possibilità di accedere alla verbalità, con possibilità comunicative primitive di tipo pragmatico, asemantico e asintattico.

### Tra i 18 ed i 36 mesi
Bambini con autonomia minima (deambulazione, alimentazione, vestirsi, comportamenti sociali elementari...), educabili in vario modo, ma specialmente per addestramento, con possibilità di accedere ad una verbalità limitata a poco più dell'assemblaggio di parole, di tipo semantico-asintattico, con una notevole gamma di possibilità comunicative, soprattutto non verbali, di modalità prevalentemente analogica.

### Tra i 36 ed i 72 mesi
Bambini con buona autonomia elementare, ben educabili anche senza addestramento, con possibilità di accedere ad una verbalità piena di tipo semantico-sintattico, con ampie possibilità comunicative, non riescono a raggiungere la curricularità scolastica elementare, specie nella lettura e scrittura e nel calcolo.

### Oltre 72 mesi, ma inferiore di almeno 2 anni
(... rispetto all'età anagrafica)

Di scarso interesse per la foniatria e la logopedia, perché la verbalità e la comunicazione sono pienamente sviluppate, tranne che per aspetti settoriali o trascurabili. È garantito l'accesso alla curricularità scolastica elementare, possono esserci solo problemi di letto-scrittura creativa o nella logica.